# Jugendgemeinderat
Der Jugendgemeinderat oder auch Jugendstadtrat ist ein demokratisch legitimiertes, überparteiliches Gremium auf kommunaler Ebene, das die Interessen der Jugend in einer Stadt oder Gemeinde gegenüber (Ober-)Bürgermeister, Gemeinderat und Stadtverwaltung vertritt. Das passive und aktive Wahlrecht haben zumeist Jugendliche zwischen 14 und 18 Jahren. Jugendgemeinderäte sind eine insbesondere in Baden-Württemberg weit verbreitete Form der Jugendpartizipation, die gegenüber anderen Beteiligungsformen durch Kontinuität und Verbindlichkeit gekennzeichnet ist.
Die Landesregierung von Baden-Württemberg führte in einer Antwort auf eine Anfrage der Fraktion der Grünen im Landtag zur Rolle von Jugendgemeinderäten aus:

„Jugendgemeinderäte sind gut geeignet, die Bedürfnisse von Jugendlichen in die Kommunalpolitik einzubringen. Durch Jugendgemeinderäte sind die Jugendlichen in ihrer Gemeinde formell vertreten.
Als Ansprechpartner bieten sie die Möglichkeit, Wünsche, Anregungen und Verbesserungsvorschläge von Jugendlichen in die Politik zu befördern. So können alle Jugendlichen am Gemeinwesen mitwirken. Insofern bieten Jugendgemeinderäte allen Jugendlichen Partizipationsmöglichkeiten in der politischen Willensbildung vor Ort und haben eine wichtige gesamtgesellschaftliche Bedeutung.
Jugendgemeinderäte werden direkt von den Jugendlichen demokratisch gewählt und vertreten somit auch verschiedene Altersgruppen und Schularten. Jugendliche können in den Gemeinden bei Planungen und Vorhaben, die ihre Interessen berühren, in angemessener Weise einbezogen werden.
Die gewählten Jugendlichen bekommen einen tieferen Einblick in die Kommunalpolitik und lernen Verantwortung zu übernehmen und ihre Positionen in der Öffentlichkeit zu vertreten.
Als Jugendgemeinderäte können Jugendliche sowohl reale Erfahrungen der Beteiligung sammeln als auch im politischen Rahmen mitwirken. Damit wird bei Jugendlichen eine verlässliche Grundlage für den Aufbau demokratischer Orientierungen und Kompetenzen ausgebildet und sie lernen, verantwortungsbewusst zu handeln.“

## Jugendgemeinderäte in Baden-Württemberg

### Geschichte
Der erste Jugendgemeinderat Deutschlands wurde 1985 in Weingarten gegründet. Der erste Jugendgemeinderat in Urwahl wurde 1987 in Filderstadt gewählt. Vorbilder waren die französischen „conseils des jeunes“ und das Jugendparlament im belgischen Waremme. In den darauf folgenden Jahren wurden in zahlreichen weiteren Städten im Südwesten Jugendgemeinderäte eingerichtet. Diese Welle von Neugründungen mündete 1993 in die Gründung des Dachverbandes der Jugendgemeinderäte Baden-Württemberg. Die Gründung des Dachverbandes hat seit den 1990er Jahren zu einem rapiden Anstieg der Zahl der Jugendgemeinderäte in Baden-Württemberg geführt. Im Jahr 2005 existierten in 89 von 1110 Kommunen entsprechende Gremien.
Der Landtag verankerte Jugendbeteiligung bereit 1998 in der Gemeindeordnung. Eine Nachschärfung des Paragrafen erfolgte 2005, der aktuell gültige Rechtstext wurde im Oktober 2015 beschlossen. Seither haben Jugendliche die Möglichkeit einen Jugendgemeinderat zu beantragen, sofern dieses Anliegen ausreichend Unterstützung der Jugendlichen und im Anschluss im Gemeinderat findet.

### Wahlsysteme
Die Rahmenbedingungen für die Einrichtung des Jugendgemeinderats werden vom Gemeinderat der Kommune festgelegt. In der überwiegenden Zahl der Städte und Gemeinden werden die Mitglieder des Jugendgemeinderats für zwei Jahre gewählt. In der Regel gilt das aktive und passive Wahlrecht für alle Jugendlichen zwischen 14 und 18 Jahren, die ihren Wohnsitz in der Gemeinde haben; wahlberechtigt sind also auch Jugendliche ohne deutschen Pass.
Unterschieden wird zwischen mehreren Wahlmodi. Häufigstes Modell ist die Urwahl, bei der alle Jugendlichen der Gemeinde zur Wahl aufgerufen sind. Seltener wird eine Schulwahl durchgeführt, bei der nur Schülerinnen und Schüler wahlberechtigt sind. In manchen Fällen ist die Zahl der Jugendgemeinderatsmitglieder je Schule bereits im Vorfeld quotiert. Ein Delegiertenprinzip, wonach Schulen, Vereine und andere Institutionen Vertreter in den Jugendgemeinderat entsenden, wird aufgrund des Demokratiedefizits kaum praktiziert – hier werden sie meist Jugendbeiräte oder Jugendräte genannt.

### Politische Arbeit
Ähnlich wie der Gemeinderat kommt auch der Jugendgemeinderat regelmäßig zu Sitzungen zusammen. Den Vorsitz übernimmt entweder ein Mitglied des Gremiums oder der (Ober-)Bürgermeister. Auf der Tagesordnung stehen zumeist sowohl Themen, die auf Initiativen aus der Mitte des Jugendgemeinderats hervorgehen, als auch Punkte, die seitens des Gemeinderats oder der Stadtverwaltung zur Beratung an den Jugendgemeinderat herangetragen werden. Der Jugendgemeinderat hat beratende Funktion in Jugendangelegenheiten, aber keine bindende Entscheidungskompetenz. In fast allen Kommunen ist die formale Beteiligung des Jugendgemeinderats in dessen Satzung festgelegt, zumeist wird den Jugendlichen ein Rede- und Antragsrecht gegenüber dem Gemeinderat eingeräumt.

### Gesetzliche Grundlage
Die Einrichtung eines Jugendgemeinderats ist nicht verpflichtend. In der baden-württembergischen Gemeindeordnung ist der Jugendgemeinderat als Beteiligungsmodell aber explizit vorgesehen:
§ 41a Beteiligung von Kindern und Jugendlichen
(1) Die Gemeinde soll Kinder und muss Jugendliche bei Planungen und Vorhaben, die ihre Interessen berühren, in angemessener Weise beteiligen. Dafür sind von der Gemeinde geeignete Beteiligungsverfahren zu entwickeln. Insbesondere kann die Gemeinde einen Jugendgemeinderat oder eine andere Jugendvertretung einrichten. Die Mitglieder der Jugendvertretung sind ehrenamtlich tätig.
(2) Jugendliche können die Einrichtung einer Jugendvertretung beantragen. Der Antrag muss in Gemeinden mit bis zu 20 000 Einwohnern von 20,
in Gemeinden mit bis zu 50 000 Einwohnern von 50,
in Gemeinden mit bis zu 200 000 Einwohnern von 150,
in Gemeinden mit über 200 000 Einwohnern von 250
in der Gemeinde wohnenden Jugendlichen unterzeichnet sein.
Der Gemeinderat hat innerhalb von drei Monaten nach Eingang des Antrags über die Einrichtung der Jugendvertretung zu entscheiden; er hat hierbei Vertreter der Jugendlichen zu hören.
(3) In der Geschäftsordnung ist die Beteiligung von Mitgliedern der Jugendvertretung an den Sitzungen des Gemeinderats in Jugendangelegenheiten zu regeln; insbesondere sind ein Rederecht, ein Anhörungsrecht und ein Antragsrecht vorzusehen.
(4) Der Jugendvertretung sind angemessene finanzielle Mittel zur Verfügung zu stellen. Über den Umfang entscheidet der Gemeinderat im Rahmen des Haushaltsplans. Über die Verwendung der Mittel ist ein Nachweis in einfacher Form zu führen.

### Themen
Inhaltlich befassen sich die Jugendgemeinderäte mit allen Facetten des kommunalen Lebens, sofern es jugendliche Interessen berührt. Hierzu zählen unter anderem die Verbesserung von Jugend-, Sport- und Freizeiteinrichtungen, der öffentliche Personennahverkehr, die Radwegesituation, die Ausstattung der örtlichen Schulen und öffentlicher Einrichtungen wie z. B. der Stadtbücherei sowie die Gewalt- und Suchtprävention. Neben der eigentlichen Gremienarbeit nutzen Jugendgemeinderäte auch regelmäßig ihre Scharnierfunktion zwischen Jugendlichen und Stadtverwaltung, um mit eigenen Veranstaltungen auf Themen hinzuweisen oder Defizite im kommunalen Veranstaltungsangebot auszugleichen. Zumeist verfügt der Jugendgemeinderat über einen eigenen Etat, der für Aktionen und Kampagnen zur Verfügung steht.

### Liste vorhandener Gremien
| Gremium                                      | Gründung | Website | Wahlalter                                  | Mitglieder               | Wahlmodus | Amtsdauer |
| Jugendgemeinderat Aalen                      | 2022     | Link    | aktiv: 14–22 Jahre passiv: 14–20 Jahre     | 28                       | Wahl von Mitgliedern je Stadtteil entsprechend Größe auf Stadtteil-Jugendforum | 2 Jahre   |
| Jugendrat Amstetten                          |          | Link    |                                            | 13                       | |           |
| Jugendgemeinderat Bad Liebenzell             | 1995     | Link    | 13–21 Jahre oder ab Klasse 8               | 14                       | Hauptwohnsitz in Bad Liebenzell | 2 Jahre   |
| Jugendgemeinderat Bad Mergentheim            | 1998     | Link    | 14–18 Jahre                                | 12                       | Urnenwahl, Quorum von 25 % |           |
| Jugendparlament Bad Säckingen                | 1999     | Link    | 14–21 Jahre                                |                          | | 2 Jahre   |
| Jugendparlament Biberach an der Riß          | 2004     | Link    | Klasse 7–19 Jahre                          | 11                       | Urnenwahl in den Schulen | 2 Jahre   |
| Jugendgemeinderat Birkenfeld                 | 2012     | Link    | 14–17 Jahre                                |                          | ausschließlich per Online-Wahl |           |
| Jugendgemeinderat Böblingen                  | 2006     | Link    | 14–19 Jahre                                |                          | Online-Wahl | 2 Jahre   |
| Jugendgemeinderat Bretten                    | 2011     | Link    | 14–18 Jahre                                | 13                       | | 3 Jahre   |
| Jugendgemeinderat Bruchsal                   | 2018     | Link    | 13–18 Jahre                                | 14                       | | 2 Jahre   |
| Jugendgemeinderat Brühl                      | 2000     | Link    |                                            | 12                       | |           |
| Jugendgemeinderat Crailsheim                 | 2000     | Link    | 14–19 Jahre                                | 14                       | Urnenwahl in den Schulen | 2 Jahre   |
| Jugendgemeinderat Denzlingen                 | 1997     | Link    | 14–20 Jahre                                | 12                       | Urnenwahl für Denzlinger Schüler*innen, für die restlichen Wahlberechtigten Briefwahl und Urnenwahl | 3 Jahre   |
| Jugendgemeinderat Ditzingen                  | 2015     | Link    | 13–19 Jahre                                | 12                       | Urnenwahl als Briefwahl | 2 Jahre   |
| Jugendbeirat Donzdorf                        | 2017     | Link    |                                            |                          | |           |
| Jugendgemeinderat Dossenheim                 | 1996     | Link    | 12–19 Jahre                                | 22                       | | 2 Jahre   |
| Jugendrat Ellwangen (Jagst)                  | 2017     | Link    | 13–18 Jahre (möglichst keine Abiturienten) | 28                       | Urnenwahl in Schule | 1 Jahr    |
| Jugendgemeinderat Endingen am Kaiserstuhl    | 2010     | Link    | 14–22 Jahre                                |                          | | 2 Jahre   |
| Jugendgemeinderat Engen                      | 2005     | Link    | 14–20 Jahre                                | 9                        | Wahl mit Stimmzettel in den Schulen | 2 Jahre   |
| Jugendgemeinderat Esslingen am Neckar        | 1997     | Link    | 14–19 Jahre                                | 20                       | Wahl an Schulen und ein Tag im Rathaus | 2 Jahre   |
| Jugendgemeinderat Ettlingen                  | 1997     | Link    | 13–18 Jahre                                | 12                       | Onlinewahl, mit mobilem Wahllokal an den Schulen und im Rathaus | 2 Jahre   |
| Jugendgemeinderat Fellbach                   | 1999     | Link    | 14–19 Jahre                                | 15                       | Online-Wahl ohne Quoten | 3 Jahre   |
| Jugendgemeinderat Filderstadt                | 1987     | Link    | 14–18 Jahre                                | 20                       | Keine Quotierung; Wahl an den Schulen, keine Onlinewahl | 2 Jahre   |
| Jugendrat Flein                              | 2015     | Link    | 12–18 Jahre                                | 12                       | Einladung ins Rathaus zu Jugendkonferenz, bei der gewählt wird | 1 Jahr    |
| Jugendvertretung Forst                       |          | Link    | 12–27 Jahre                                | 7                        | jährlich in der Vollversammlung | 1 Jahr    |
| Jugendparlament Friedrichshafen              |          | Link    | 14–21 Jahre                                | 36                       | |           |
| Jugendgemeinderat Geislingen an der Steige   | 1994     | Link    | 14–21 Jahre                                | 25                       | Wahl an allen Schulen | 3 Jahre   |
| Jugendgemeinderat Gengenbach                 | 1990     | Link    | 12–21 Jahre                                | 10                       | Urnenwahl an Schulen und Jugendzentrum | 2 Jahre   |
| Jugendgemeinderat Gerlingen                  | 1995     | Link    | 14–18 Jahre                                | 18                       | Urnenwahl in allen Schulen, dem Jugendhaus und im Rathaus | 2 Jahre   |
| Jugendgemeinderat Göppingen                  |          | Link    | 12–21 Jahre                                | 21                       | |           |
| Jugendparlament Grenzach-Wyhlen              | 2018     | Link    | aktiv: 12–21 Jahre passiv: 14–21 Jahre     | 5                        | Urnenwahl in Schulen | 2 Jahre   |
| Jugendvertretung Heddesheim                  | 1998     | Link    | 14–21 Jahre                                | 7                        | Urnenwahl in ansässigen Schulen, im Rathaus und im Jugendhaus | 2 Jahre   |
| Jugendgemeinderat Heidelberg                 | 2006     | Link    | 13–19 Jahre                                | 30                       | Urnenwahl in den Schulen | 2 Jahre   |
| Jugendgemeinderat Heilbronn                  | 1998     | Link    | 14–18 Jahre oder ab Klasse 8               | 20                       | Urnenwahl in den Schulen | 2 Jahre   |
| Jugendbeirat Heiligkreuzsteinach             | 2019     | Link    | 14–21 Jahre                                | 7                        | |           |
| Jugendgemeinderat Hemsbach                   | 2019     | Link    | 14–20 Jahre                                | 13                       | Urnenwahl in Rathaus und Jugendzentrum | 2 Jahre   |
| Jugendgemeinderat Hockenheim                 | 2010     | Link    | 14–21 Jahre                                | 12                       | | 2 Jahre   |
| Jugendgemeinderat Holzgerlingen              | 1998     | Link    | 14–21 Jahre                                | 12                       | | 3 Jahre   |
| Jugendgemeinderat Horb am Neckar             | 2014     | Link    | 13–21 Jahre                                | 12                       | Online-Wahl | 2 Jahre   |
| Jugendgemeinderat Kehl                       | 1996     | Link    | 14–18 Jahre                                | 26                       | Wahl über Jugendeinrichtungen und Schulen, Mandatsanzahl abhängig von Schulgröße | 2 Jahre   |
| Jugendbeirat Königsfeld im Schwarzwald       | 2008     | Link    | 14–20 Jahre                                | 17                       | Online-Wahl | 2,5 Jahre |
| Jugendvertretung Konstanz                    | 2021     | Link    |                                            | 10                       | Online-Wahl |           |
| Jugendgemeinderat Korntal-Münchingen         | 2009     | Link    | 14–19 Jahre                                | 18                       | |           |
| Jugendgemeinderat Ladenburg                  | 2006     | Link    | 12–18 Jahre                                | 12                       | Wahlen an Schulen und Jugendzentrum + Briefwahl | 3 Jahre   |
| Jugendgemeinderat Lahr/Schwarzwald           | 1997     | Link    | 13–19 Jahre                                | 21                       | | 3 Jahre   |
| Jugendbeirat Laichingen                      |          |         |                                            | 15                       | |           |
| Jugendgemeinderat Laudenbach                 | 2021     | Link    | 13–21 Jahre                                | 9                        | | 2 Jahre   |
| Jugendrat Lauffen am Neckar                  | 2009     | Link    | 13–19 Jahre                                | 14                       | Urnenwahl an den Schulen | 2 Jahre   |
| Jugendgemeinderat Leimen                     | 1990     | Link    | 14–21 Jahre                                | 12                       | | 3 Jahre   |
| Jugendgemeinderat Leinfelden-Echterdingen    | 2016     | Link    | 14–21 Jahre                                | 14                       | |           |
| Jugendgemeinderat Leutkirch im Allgäu        | 2018     | Link    | 13–19 Jahre                                | 15                       | | 2 Jahre   |
| Jugendgemeinderat Ludwigsburg                | 2017     | Link    | 14–20 Jahre                                | 21                       | | 2 Jahre   |
| Jugendbeirat Markgröningen                   | 2016     |         | 14–20 Jahre                                |                          | Wahl mit Stimmzetteln und Urnen sowohl an den Schulen, als auch parallel im Jugendhaus und an drei Nachmittagen im Büro der Stadtjugendpflege für die größte Gruppe der Jugendlichen: die „Nicht Schüler“. | 2 Jahre   |
| Jugendgemeinderat Maulbronn                  | 2022     | Link    | 14–20 Jahre                                | 9                        | | 2 Jahre   |
| Jugendgemeinderat Mosbach                    | 1998     | Link    | 13–18 Jahre                                | 7                        | Online-Wahl | 2 Jahre   |
| Jugendvertretung Mössingen                   | 2018     | Link    |                                            | 20                       | |           |
| Jugendbeirat Mutlangen                       | 2018     | Link    |                                            | nicht festgelegt         | |           |
| Jugendgemeinderat Nagold                     | 2000     | Link    | 13–21 Jahre oder ab Klasse 7               | 18                       | Urnenwahl an der Schule bzw. im Rathaus | 2 Jahre   |
| Jugendgemeinderat Neuried                    | 2000     | Link    | 12–19 Jahre                                | 12                       | unabhängig von der Staatsangehörigkeit; Online Wahl | 3 Jahre   |
| Jugendrat Nürtingen                          | 1996     | Link    | 13–19 Jahre                                | 10–15                    | Online-Wahl | 2 Jahre   |
| Jugendgemeinderat Oberkirch                  | 2001     | Link    | 14–18 Jahre                                | 16                       | keine OnlineWahl | 2 Jahre   |
| Jugendgemeinderat Oftersheim                 | 1997     | Link    | 14–23 Jahre                                |                          | Urnenwahl | 2 Jahre   |
| Jugendbeteiligung Ostfildern                 | 2022     | Link    | 14–21 Jahre                                |                          | Wahl von zwei Jugendsprechenden und zwei Stellvertretenden in öffentlicher Jugendvollversammlung durch Interessierte Jugendliche mit Wohnort oder Lebensmittelpunkt in Ostfildern                          | 2 Jahre   |
| Jugendgemeinderat Pforzheim                  | 2014     | Link    | 14–21 Jahre                                | 20                       | Mehrheitswahl ohne Quote | 2 Jahre   |
| Jugendgemeinderat Pfullingen                 | 2015     | Link    | 12–21 Jahre                                |                          | Wahl mit Stimmzetteln | 3 Jahre   |
| Jugendgemeinderat Radolfzell am Bodensee     | 1992     | Link    | 14–21 Jahre                                | 15                       | Urnenwahl | 2 Jahre   |
| Jugendgemeinderat Remshalden                 | 2021     | Link    | 14–21 Jahre                                | 11                       | Online-Wahl | 2 Jahre   |
| Jugendgemeinderat Renningen                  | 2002     | Link    | 13–18 Jahre                                | 16                       | Online-Wahl |           |
| Jugendgemeinderat Reutlingen                 | 1997     | Link    | 14–21 Jahre                                | 24                       | Wahl an den Schulen und 1 Tag Rathaus | 2 Jahre   |
| Jugendgemeinderat Rheinau                    | 2008     | Link    | 14–19 Jahre                                |                          | Wahl an den Schulen und Briefwahl | 2 Jahre   |
| Jugendparlament Rheinfelden (Baden)          | 1995     | Link    | 14–21 Jahre                                |                          | Wahlberechtigt: alle Jugendlichen, die seit 3 Monaten in Rheinfelden leben |           |
| Jugendgemeinderat Rheinstetten               | 1995     | Link    | 14–18 Jahre                                | 9                        | Online-Wahl | 2 Jahre   |
| Jugendvertretung Rottenburg am Neckar        | 2016     | Link    | 14–21 Jahre                                |                          | |           |
| Jugendbeirat Salach                          |          | Link    |                                            |                          | |           |
| Jugendbeirat Schönau im Schwarzwald          | 2008     | Link    | 14–20 Jahre                                | 4                        | | 3 Jahre   |
| Jugendparlament Schopfheim                   | 2012     | Link    | 12–20 Jahre                                | 12                       | Wahlsystem momentan Online-Wahl (Corona) | 2 Jahre   |
| Jugendgemeinderat Schramberg                 |          | Link    |                                            |                          | |           |
| Jugendgemeinderat Schriesheim                | 2001     | Link    | aktiv: 9–19 Jahre passiv: 10–19 Jahre      | 15                       | Wahl in Schulen/Jugendhaus mit Stimmzettel oder Briefwahl | 2 Jahre   |
| Jugendgemeinderat Schwäbisch Gmünd           |          | Link    | 14–21 Jahre                                | 27                       | |           |
| Jugendgemeinderat Sindelfingen               | 2013     | Link    | 12–19 Jahre                                |                          | Wahl an den Schulen und Sonderwahlbezirk | 2 Jahre   |
| Jugendkomitee Singen (Hohentwiel)            | 2021     | Link    |                                            | 15                       | |           |
| Jugendgemeinderat St. Georgen im Schwarzwald | 2012     | Link    | 14–21 Jahre                                | 14                       | Online-Wahl | 2 Jahre   |
| Jugendgemeinderat Straubenhardt              | 2015     | Link    | 13–19 Jahre                                | aktuell kein aktiver JGR | Wohnsitz in Straubenhardt oder Schüler der Wilhelm-Ganzhorn Schule |           |
| Jugendrat Stuttgart                          | 1995     | Link    | 14–18 Jahre                                | 53                       | Wahl an Schulen + Jugendhäusern + Briefwahl | 2 Jahre   |
| Jugendbeirat Süßen                           |          | Link    |                                            | 5–15                     | |           |
| Jugendbeirat Teningen                        | 2017     | Link    | 12–20 Jahre                                | 6                        | anonyme Wahl während Jugendforum | 1 Jahr    |
| Jugendgemeinderat Tübingen                   | 1999     | Link    | 12–18 Jahre                                | 20                       | Wahl an den Schulen | 2 Jahre   |
| Jugendgemeinderat Überlingen                 | 2018     | Link    | 13–18 Jahre                                | 11                       | Wohnsitz in Überlingen oder Schüler Überlinger Schulen | 2 Jahre   |
| Jugendgemeinderat Vaihingen an der Enz       | 1995     | Link    | aktiv: 13–19 Jahre passiv: 14–19 Jahre     | 20                       | Per Briefwahl + wandernde Wahlurne an den weiterführenden Schulen | 3 Jahre   |
| Jugendgemeinderat Villingen-Schwenningen     | 2016     | Link    | 14–21 Jahre                                | 10                       | Online-Wahl | 2 Jahre   |
| Jugendgemeinderat Waiblingen                 | 1994     | Link    | 14–17 Jahre                                | 17                       | | 2 Jahre   |
| Jugendgemeinderat Waldbronn                  | 1995     |         | 14–20 Jahre                                | 12                       | Online-Wahl | 4 Jahre   |
| Jugendbeirat Waldstetten                     |          | Link    |                                            | 17                       | |           |
| Jugendforum Walldorf                         |          | Link    |                                            |                          | |           |
| Jugendgemeinderat Wangen im Allgäu           | 2012     | Link    | 13–19 Jahre                                | 14                       | Amtszeit kann trotz Altersüberschreitung beendet werden | 2 Jahre   |
| Jugendparlament Weil am Rhein                | 1993     | Link    | 14–21 Jahre                                | 18                       | |           |
| Jugendbeirat Weil der Stadt                  | 2014     | Link    | 13–19 Jahre                                | 8                        | Wahlberechtigt: Hauptwohnsitz in der Kommune |           |
| Jugendgemeinderat Weingarten                 | 1985     | Link    | Wahl in den 8. Klassen                     | 27                       | Verlängerung der Amtszeit um weitere 3 Jahre möglich | 3 Jahre   |
| Jugendgemeinderat Weinheim                   | 2013     | Link    | 14–19 Jahre                                | 20                       | Schulwahl + zentrales Wahllokal | 2 Jahre   |
| Jugendgemeinderat Weinstadt                  | 2013     | Link    | 14–18 Jahre                                | 13                       | Onlinenwahl + 1 öffentliches Onlinewahllokal (Haus der Jugendarbeit und Stadtbücherei) |           |
| Jugendgemeinderat Wellendingen               | 2010     | Link    | 14–23 Jahre                                | 14                       | | 2 Jahre   |
| Jugendgemeinderat Wiesloch                   | 1997     | Link    | 14–21 Jahre                                | 12                       | Online-Wahl + zusätzliche Internet-Wahlräume an Schulen | 2 Jahre   |
| Jugendgemeinderat Winnenden                  | 1994     | Link    | aktiv: 13–19 Jahre passiv 14–19 Jahre      | 16                       | i. d. R. Online-Wahl | 2 Jahre   |

## Kinder- und Jugendparlamente außerhalb von Baden-Württemberg
Nach dem baden-württembergischen Vorbild wurden auch in zahlreichen Städten und Gemeinden in anderen Bundesländern Kinder- und Jugendparlament mit verschiedenen Bezeichnungen eingerichtet. Deren Zahl ist aber weit niedriger als im Südwesten. Der Begriff Jugendgemeinderat wird aber mit wenigen Ausnahmen nur in Baden-Württemberg verwendet.
Auch in den meisten europäischen Ländern gibt es Kinder- und Jugendparlamente.